# Dmitrij Jakovljevič Laptev
‎Dmitrij Jakovljevič Laptev [dmítrij jákovljevič láptev] (rusko Дми́трий Я́ковлевич Ла́птев), ruski arktični raziskovalec in pomorski častnik, * 1701, vas Bolotovo, Pskovska gubernija, Rusija, † 31. januar (20. januar, ruski koledar) 1771, Bolotovo.
Laptev je enako kot njegov bratranec Hariton Prokofjevič leta 1718 nastopil službo kadeta Ruske imperialne mornarice in bil leta 1736 postavljen za vodjo ene skupin druge odprave na Kamčatko. Med izsledki svojih potovanj po kopnem in morju, opravljenih med letoma 1739]] in 1742 je Laptev opisal obalo od ustja reke Lene do rta Veliki Baranov vzhodno od ustja reke Kolime, porečje in ustje reke Anadir ter morsko pot od trdnjave Anadir do zaliva Penžiskaja. V letih 1741 in 1742 je Laptev raziskoval reki Veliki Ajnuj in Anadir. Po odpravi je vojaško službo nadaljeval v Baltski floti in se leta 1762 upokojil kot viceadmiral. Rt v delti reke Lene in preliv med Velikim otokom Ljakovskega in azijsko celino nosita njegovo ime. Po njem in njegovem bratrancu Haritonu se imenuje tudi Morje Laptevov.